# Antoni Maria Tobella i Guixà
Antoni Maria Tobella i Guixà (Piera, Anoia, 1892 - Monestir de Montserrat, Monistrol de Montserrat, Bages, 1969) va ser un monjo, historiador i bibliotecari català.
Fou un monjo de Montserrat que s'especialitzà en la Congregació Claustral Tarraconense. És conegut sobretot com el promotor principal del creixement de la Biblioteca monàstica de l'Abadia de Montserrat, iniciada a la fi dels anys vint. Durant la seva missió a la Biblioteca montserratina, sota la direcció de l'abat Antoni Maria Marcet i Poal, el volum de llibres passà a ser d'uns quinze mil, a més de cent cinquanta mil.